# Hoa hậu Chuyển giới Quốc tế 2020
Hoa hậu Chuyển giới Quốc tế 2020 là cuộc thi Hoa hậu Chuyển giới Quốc tế lần thứ 15 được tổ chức tại Pattaya, Thái Lan vào ngày 7 tháng 3 năm 2020. Hoa hậu Chuyển giới Quốc tế 2019 - Jazelle Barbie Royale đến từ Hoa Kỳ đã trao lại vương miện cho người kế nhiệm, cô Valentina Fluchaire đến từ Mexico.

## Kết quả
| Kết quả                          | Thí sinh |
| -------------------------------- | --- |
| Hoa hậu Chuyển giới Quốc tế 2020 | - Mexico - Valentina Fluchaire |
| Á hậu 1                          | - Thái Lan - Ruethaipreeya Nuanglee |
| Á hậu 2                          | - Brazil - Ariella Moura |
| Top 6                            | - Úc - Jan Brielle - Pháp – Louiz Avendei - Philippines - Jess Labares                                                                                                   |
| Top 12                           | - Trung Quốc - Lacey Wang Xin Lei - Lào - Aliya Sirisopha - Malaysia - Wanie Mohtar - Na Uy - Eirin Grinde Tunheim - Đài Loan - Loey Loo - Việt Nam - Bùi Đình Hoài Sa ¥ |

¥ - Thí sinh chiến thắng giải thưởng Most Popular Introductory Video

### Thứ tự công bố
| 1. Việt Nam 2. Philippines 3. Thái Lan 4. Pháp 5. Mexico 6. Úc 7. Trung Quốc 8. Lào 9. Malaysia 10. Na Uy 11. Brazil 12. Đài Loan | 1. Mexico 2. Thái Lan 3. Philippines 4. Pháp 5. Úc 6. Brazil | 1. Thái Lan 2. Mexico 3. Brazil |

## Các giải thưởng đặc biệt
| Giải thưởng                     | Thí sinh                       |
| ------------------------------- | ------------------------------ |
| Best National Costume           | - Malaysia - Wanie Mohtar      |
| Miss Congeniality               | - Indonesia - Gebby Vesta      |
| Miss Photogenic                 | - Philippines - Jess Labares   |
| Best in Evening Gown            | - Mexico - Valentina Fluchaire |
| Best Talent                     | - Pháp - Louïz Avendei         |
| Most Popular Introductory Video | - Việt Nam - Bùi Đình Hoài Sa  |

### Best in Talent
| Giải thưởng | Thí sinh |
| ----------- | --- |
| Chiến thắng | - Pháp - Louïz Avendei |
| Giải nhì    | - Việt Nam - Bùi Đình Hoài Sa |
| Giải ba     | - Đài Loan - Loey Loo |
| Top 13      | - Úc - Jan Brielle - Trung Quốc - Lacey Wang Xin Lei - Ấn Độ - Nithush Alimaishani Ghashiksa - Indonesia - Gebby Vesta - Lào - Aliya Sirisopha - Mexico - Valentina Fluchaire - Myanmar - May Than Zo - Thụy Điển - Vicky Tran - Thái Lan - Ruethaipreeya Nuanglee - Hoa Kỳ - Kayley Whalen |

## Thí sinh tham gia
Cuộc thi có tổng cộng 21 thí sinh tham gia:
| Quốc gia/Vùng lãnh thổ | Thí sinh                      | Tuổi | Quê quán    |
| ---------------------- | ----------------------------- | ---- | ----------- |
| Úc                     | Jan Brielle                   |      | Melbourne   |
| Brazil                 | Ariella Moura                 | 22   | São Paulo   |
| Trung Quốc             | Lacey Wang Xin Lei            | 32   | Thượng Hải  |
| Pháp                   | Louiz Avendei                 | 36   | Réunion     |
| Ấn Độ                  | Nithush Alimaishani Ghashiksa | 29   | Karnataka   |
| Indonesia              | Gebby Vesta                   | 33   | Bali        |
| Nhật Bản               | Rio Takahashi                 | 21   | Tokyo       |
| Lào                    | Aliya Sirisopha               | 23   | Viêng Chăn  |
| Malaysia               | Wanie Mohtar                  | 26   | Sabah       |
| Mexico                 | Valentina Fluchaire           | 25   | Colima      |
| Mông Cổ                | Uyanga Hokyatwoklem           |      | Ulaanbaatar |
| Myanmar                | May Than Yo                   | 21   | Yangon      |
| Na Uy                  | Eirin Grinde Tunheim          | 27   | Tromsø      |
| Peru                   | Nataly Saavedra               |      | Lima        |
| Philippines            | Jess Labares                  | 26   | Manila      |
| Singapore              | Andrea Razali                 | 29   | Singapore   |
| Thụy Điển              | Vicky Tran                    |      | Stockholm   |
| Đài Loan               | Loey Loo                      |      | Đài Bắc     |
| Thái Lan               | Ruethaipreeya Nuanglee        | 27   | Khon Kaen   |
| Hoa Kỳ                 | Kayley Whalen                 |      | Los Angeles |
| Việt Nam               | Bùi Đình Hoài Sa              | 28   | An Giang    |

## Chú ý

### Lần đầu tham gia
- Na Uy

### Trở lại
- Lần cuối tham gia vào năm 2004:
  -  Đài Loan
- Lần cuối tham gia vào năm 2010:
  -  Thụy Điển
- Lần cuối tham gia vào năm 2015:
  -  Singapore
- Lần cuối tham gia vào năm 2018:
  -  Úc
  -  Pháp
  -  Mông Cổ

### Bỏ cuộc
- Canada
- Ecuador
- Hàn Quốc
- Panama
- Nepal
- Nicaragua
- Venezuela